# Перна (Топуско)
Перна је насељено мјесто на Кордуну, у општини Топуско, Сисачко-мославачка жупанија, Република Хрватска.

## Географија
Налази се 9 км јужно од Вргинмоста и око 8 км западно од Топуског.

## Историја

### Перник
На стијени изнад засеока Суха Перна налазе се остаци старог утврђеног града Перника, који је као први град у Хрватској (1225. године) добио привилегије од краља Беле IV. Уз град је била и жупна црква Св. Марије, која се помиње 1334. године. Турци освајају Перник 1578, а 1584. године град је напуштен и препуштен турским војницима. Пернички владари, Перански кнезови, из рода Шубића, изумрли су средином 18. вијека.
Перна је по неким сачуваним изворима била пример добро брањеног града. Била је четвороугаоног облика а у предворје се улазило кроз посебну кулу и затим степеницама до улаза у главну кулу. И предворје и тврђава су били опасани зидом који је био ојачан округлим четвороугаоним кулама.
Након ослобођења од Турака ово подручје није враћено старим власницима, већ је насељено Србима који су дошли из Босне. Из једног извјештаја управника бискупског посједа из године 1699, види се да се то догодило у то вријеме.
Игуман фрушкогорског манастира - филијале Дивше, био је 1753. године јеромонах Василије Релић, родом из Перне, стар 43 година. Описменио се у манастиру Лепавини код игумана Данила а 1731. године и постригао у монашки чин. У Дившу је дошао 1741. године.

### Војна крајина
Војна крајина обнавља Перну и држи у њему страже током 17. и 18. вијека, али су Турци у два наврата, спалили српска насеља као и старо утврђење које је данас у рушевинама.
У Перни је 1789. године изграђен православни храм Успења Пресвете Богородице. У месту службују 1827. године свештеници, парох поп Михаил Тркуља и поп Матеја Жутић капелан. Године 1857. он је врло сиромашан те поп Никола Беговић скупља прилоге и дарове од побожних православаца. Међу Петрињцима истакао се тамошњи учитељ Павле Паић, који је приложио икону Успења Пресвете Богородице, којој је црква у Перни и посвећена. Поп Никола се много током живота бавио књижевним радом. У месној школи радио је у то време са много успеха учитељ Никола Рокнић.
Парох поп Јован Шепа је 1889. године био претплатник шаљивог листа "Стармали". Прозивао га је јавно уредник Змај као вишегодишњег дужника. Касније поп Јован се такође није прославио током истраге, говорећи лоше о својим парохијанима. Чак је гласао против српског кандидата на изборима.
Храм је обновљен 1886. године, спаљен 1941. а до темеља уништен 1995. године.
Године 1893. парохија Перна са својих 4.108 парохијана спадала је у ред највећих српских православних парохија.

### Други свјетски рат
Прве ратне године, у лето 1941. формација од 200 усташа је палила летину и куће у селу Перни. Тамошњи партизански одред је био приправан да заштити народ. У Другом свјетском рату су се водиле борбе између усташке војске и Партизана у околини Перне. 14. маја 1942. године, у операцији „Петрова Гора II“ усташка војска побила је 650-700 партизана, спалила село и послала више од 1.400 становника Перне у концентрациони логор Јасеновац. Само 14 градова или насеља је у том логору изгубило више становника од Перне. У Меморијалном парку Петрова гора код Војнића постоји између осталог споменик логора у Перни.

### Распад Југославије
Перна се од 1991. до августа 1995. године налазила у Републици Српској Крајини. У операцији Олуја, августа 1995. године, многи Срби су протерани из Перне.

## Становништво
На попису становништва 2011. године, Перна је имала 176 становника.
Прије ратова 90-их Перна је имала 471 становника, а према попису из 2001. године било их је 204.

## Попис 1991.
На попису становништва 1991. године, насељено место Перна је имало 471 становника, следећег националног састава:
| Попис 1991.‍  | Попис 1991.‍  | Попис 1991.‍ | Попис 1991.‍ | Попис 1991.‍ |
| ------------ | ------------ | ----------- | ----------- | ----------- |
|              |              |             |             |             |
| Срби         | Срби         |             | 451         | 95,75%      |
| Хрвати       | Хрвати       |             | 1           | 0,21%       |
| Црногорци    | Црногорци    |             | 1           | 0,21%       |
| неопредељени | неопредељени |             | 3           | 0,63%       |
| регион. опр. | регион. опр. |             | 1           | 0,21%       |
| непознато    | непознато    |             | 14          | 2,97%       |
| укупно: 471  |              |             |             |             |